# Kolobřeh (maják)
Maják Kolobřeh (polsky Latarnia Morska Kołobrzeg, anglicky Kołobrzeg Lighthouse) stojí v Polsku na pobřeží Baltského moře v Pomořanském zálivu ve městě Kolobřeh Západopomořanské vojvodství.
Nachází se v ústí na pravém břehu řeky Parsęty mezi majáky Niechorze (asi 34 km západně) a Gąski (22 km východně). Maják je kulturní památkou zapsanou v seznamu kulturních památek Západopomořanského vojvodství pod číslem A-376 z 10. dubna 1964.

## Historie
První navigační osvětlení v Kolobřehu se objevilo v roce 1666. Byla využita věžička na domu přístavního úřadu. Světlo bylo zapalováno pouze v případě vjezdu lodí do přístavu. Později bylo světlo zažíháno na vlnolamu.
V druhé polovině 19. století byla používána Fresnelova čočka s bílým světlem, zdrojem byl olejový plamen. Dosvit činil 6 námořních mil.
V letech 1770–1774 byla na obranu přístavu postavená pevnost Ujście. Pevnost byla postavena podle francouzského vzoru jako čtvercová s dvěma dělostřeleckými bastiony ze strany moře. Vedle pevnosti byla v roce 1899 postavena 25 m vysoká věž a hrázděná budova pro lodivody. Dosvit lucerny byl 8 námořních mil, zdroj červeného světla se nacházel ve výšce 14 m n. m. V roce 1909 byla postavena nová cihlová stavba s charakteristickou žlutou barvou. Zdroj světla se nacházel ve výšce 25 m n. m. a jeho dosvit byl 12 námořních mil. Na konci druhé světové války v březnu 1945 byl maják zničen německými ženisty.
V roce 1947 byl postaven maják na novém místě. Byly využity části pevnosti na jejich základech byl postaven maják 26 m vysoký. Zdroj světla s dosvitem do 18 námořních mil byl ve výšce 33 m n. m. a tvořila jej elektrická žárovka a cylindrická čočka o průměru 500 mm. Provoz byl zahájen v roce 1948.
V roce 1976 byla provedena generální oprava při níž byly nahrazeny dřevěné schody železnými a lucerna byla přestavěna. Od roku 1957 do 1995 maják plnil funkci radiomajáku.
Opravy majáku proběhly v letech 1979 až 1981 a 2001.
V roce 2005 byl maják vyražen na minci o nominální hodnotě 2 zlotých a v roce 2008 vydal Úřad města Kolobřeh medaili 7 Kołobrzeżanek, na které je zobrazen maják se dvěma mořskými koníky.
Maják byl ve správě Námořního úřadu (Urząd Morski) ve Slupsku. Maják je přístupný veřejnosti v letních měsících a nachází se v něm mineralogické muzeum.

## Popis
Válcová věž, která ukončena korunní obloučkovou římsou, je postavena na dvoupodlažní kruhové základně původního bastionu. Maják je postaven z červených neomítaných cihel, ukončený dvěma ochozy a válcovou lucernou.
Od roku 1981 je zdrojem světla otáčející se panel s halogenovými žárovkami (200 W). Dosvit je 16 námořních mil. Věž má červenou barvu a bílé ochozy a lucernou s černou kuželovou střechu.

## Data
- výška světla byla 33 m n. m.[8]
- záblesk bílého světla v intervalu 3 sekund (1 s záblesk, 2 s pauza)
- sektor viditelnosti 079,5°–242°(162,5°)

označení:
- Admiralty: C2906
- NGA: 6552
- ARLHS: POL-012

## Galerie

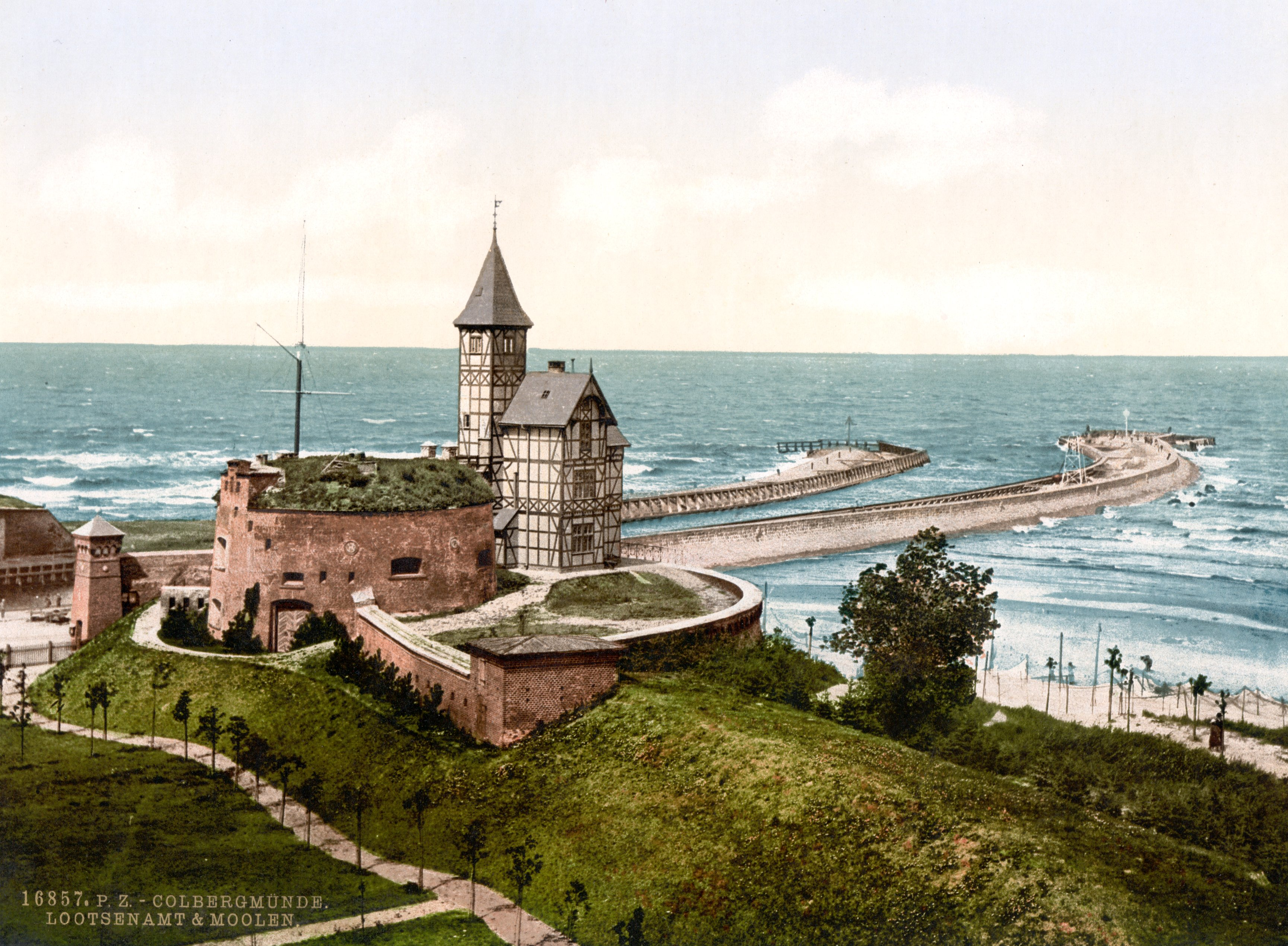
Maják před přestavbou v roce 1909 (dobová pohlednice)
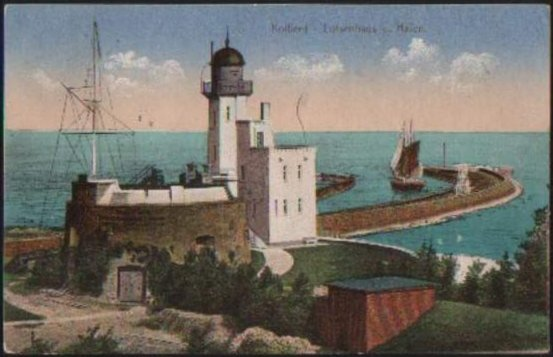
Maják po přestavbě. Dobová pohlednice z roku 1913
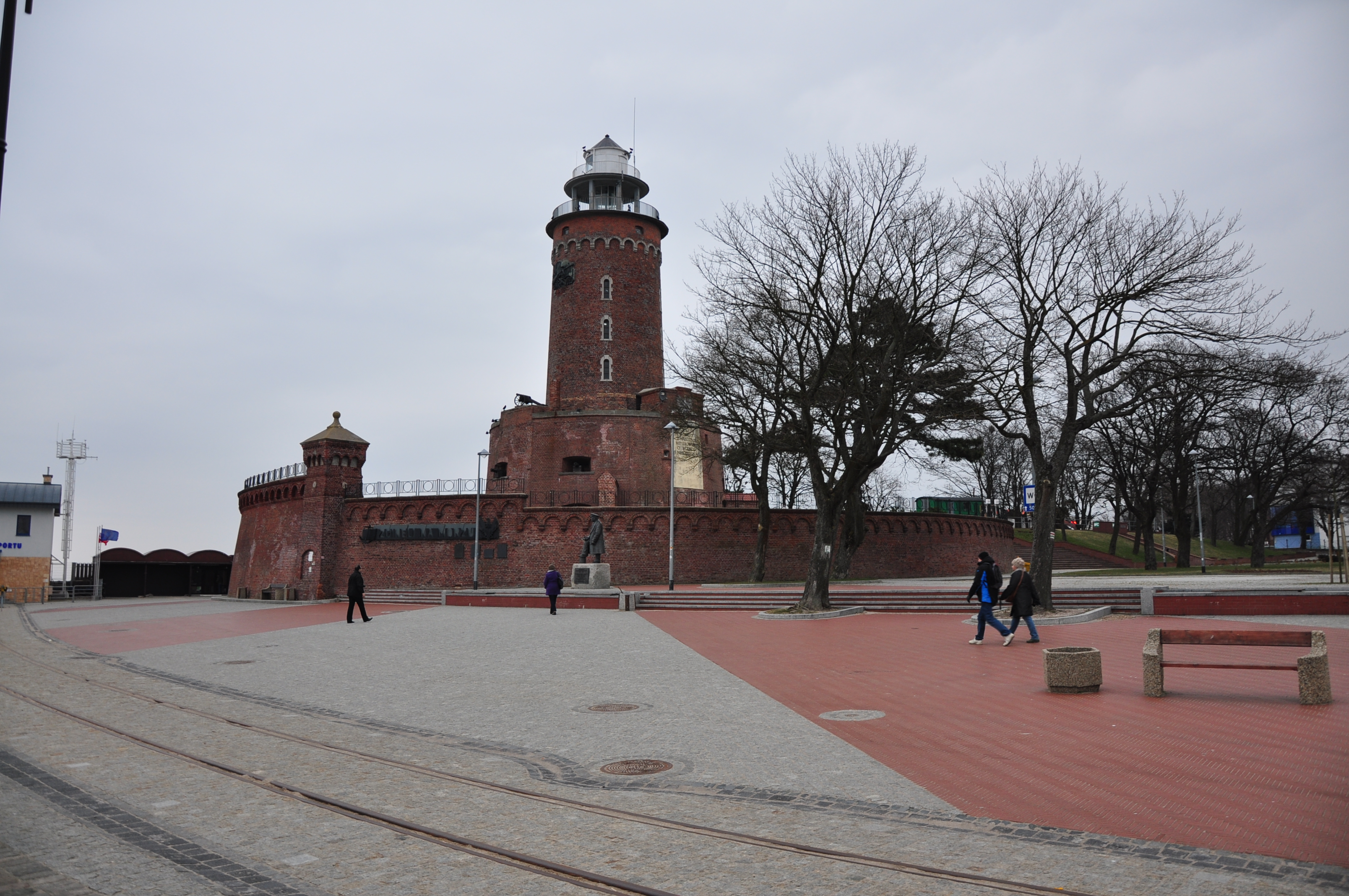
Maják v roce 2012
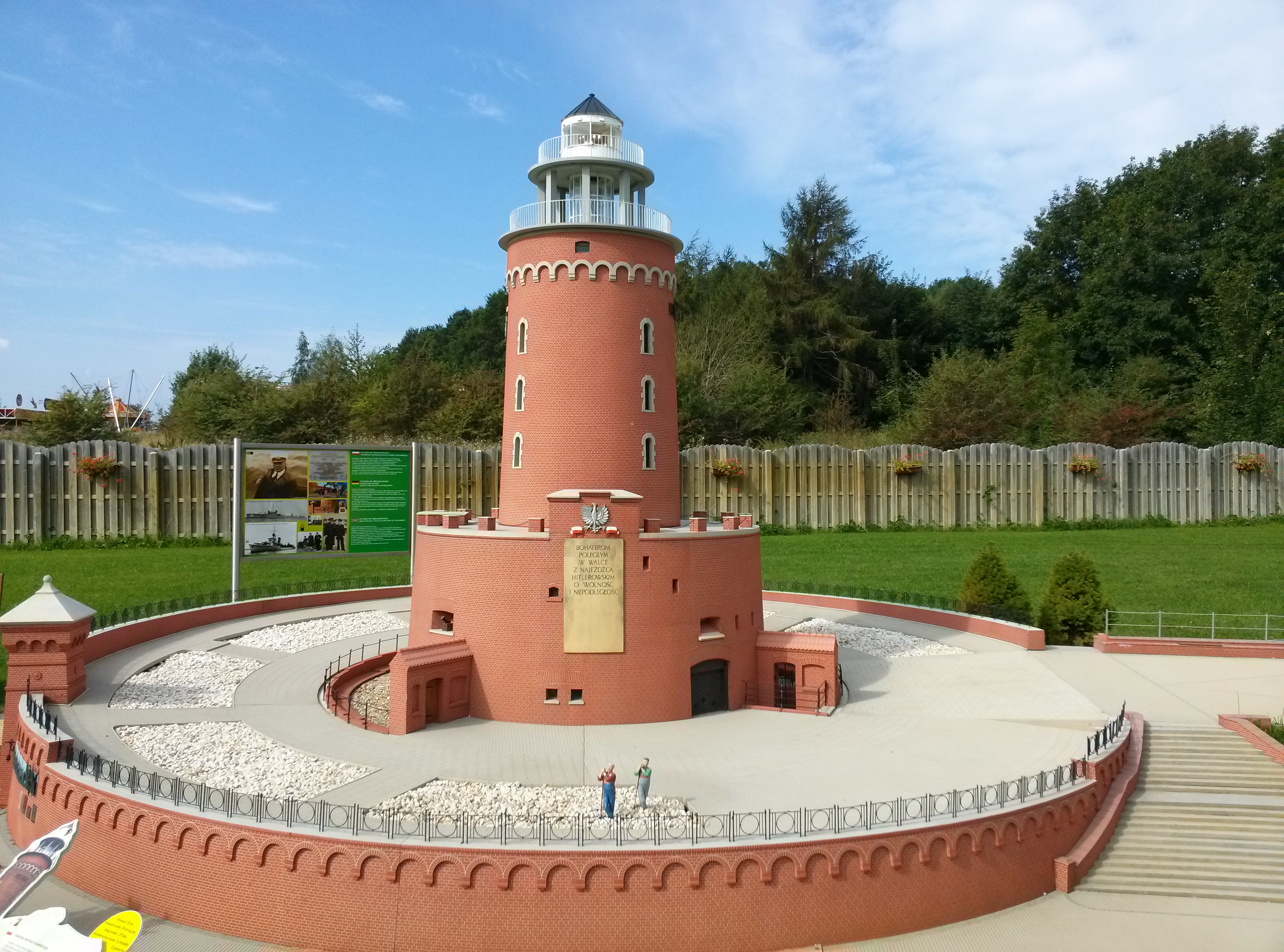
Model majáku v Parku miniatur, Niechorze
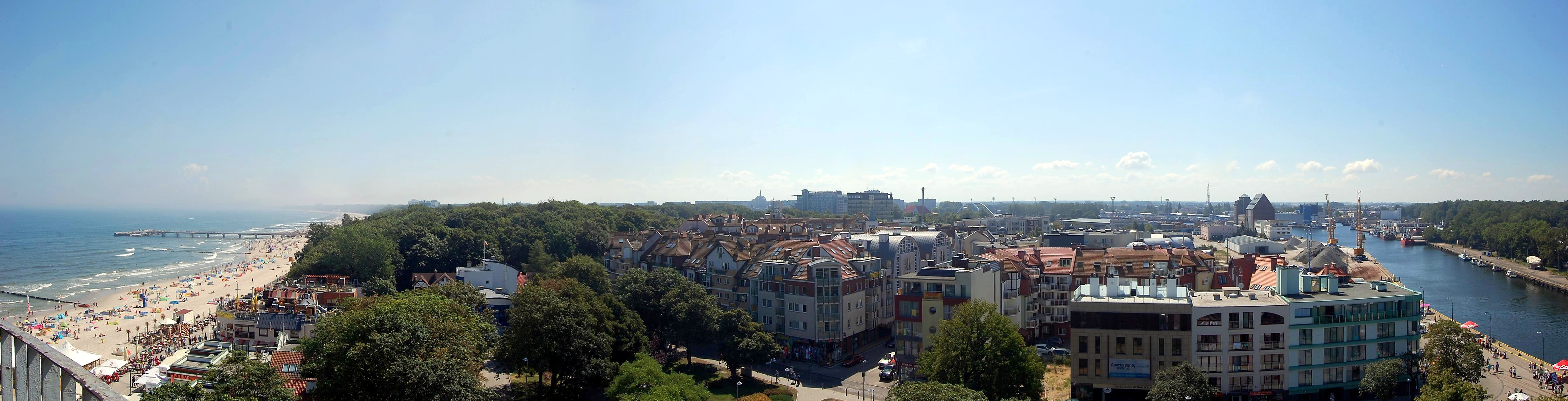
Pohled z majáku na panoráma Kolobřehu